# Marisa Miller
Marisa Miller, nata Marisa Lee Bertetta (Santa Cruz, 6 agosto 1978), è una supermodella statunitense.
È nota principalmente per le sue apparizioni nella Swimsuit Edition della rivista Sports Illustrated e nei cataloghi di Victoria's Secret.

## Biografia
La prima esperienza di Marisa Miller nel mondo della moda è stata nel 1998, quando ha posato in topless per la rivista Perfect 10, ma la svolta nella sua carriera è stata nel 2001, quando il fotografo Mario Testino l'ha notata nella spiaggia californiana di Manhattan Beach.
Marisa è comparsa sulle copertine di Vogue Italia, Amica, Cosmopolitan UK, Shape, Self, Fitness, Razor e nelle pubblicità di Andrew Marc, Calzedonia, Tommy Hilfiger e Victoria's Secret.
Vanta numerose apparizioni nella Swimsuit Edition di Sports Illustrated (tutti gli anni dal 2002 al 2008).
La sua carriera ha un'impennata tra il 2007 e il 2008, quando firma per l'agenzia Elite Model Management e fa la sua prima comparsa nel Victoria's Secret Fashion Show, la sfilata di moda mediaticamente più importante negli Stati Uniti. È stata una "Victoria's Secret Angels" dal 2007 al 2010, e nel 2009 viene scelta per indossare l'Harlequin Fantasy Bra creato con 2300 diamanti, 22 rubini e un cuore al centro in oro 16 carati, per un valore di tre milioni di dollari. Nel 2007, insieme agli altri angeli, riceve una stella sulla Hollywood Walk of Fame di Los Angeles.
Già fattasi notare l'anno precedente per una foto che la ritraeva senza veli coperta solo da un iPod, nel febbraio 2008 appare nella copertina di Sports Illustrated, ottenendo così una grande notorietà, come spesso avviene per le cover girl di quella rivista sportiva (grazie soprattutto alle numerose apparizioni televisive).
Nel 2008 lascia Elite Model Management in favore di Cartel Management, agenzia del marito Griffin Guess.
Nel 2013 esordisce nel mondo cinematografico entrando nel cast di R.I.P.D., film della Universal Pictures con Ryan Reynolds e Jeff Bridges. Nel maggio 2015 posa senza veli e incinta del secondo figlio in una vasca da bagno sporca per sostenere la campagna PETA contro vari parchi SeaWord che tengono le balene in cattività e separano madri e cuccioli alla nascita.

## Vita privata
Marisa ha sposato Jim Miller, un surfista e guardaspiaggia californiano, nel 2000 e si è separata dopo soli due anni, mantenendo però il suo cognome. Il 15 aprile 2006 ha sposato il produttore di Hollywood Griffin Guess, che dal 2008 è anche il suo manager. Il 13 dicembre 2012 dà alla luce il suo primo figlio Gavin Lee. Il 29 maggio 2015 nasce Grayson Lee Bazyl, a Santa Cruz, California.

## Filmografia

### Cinema
- R.I.P.D. - Poliziotti dall'aldilà (R.I.P.D.), regia di Robert Schwentke (2013)

### Televisione
- Entourage – serie TV, 1 episodio (2007)
- How I Met Your Mother – serie TV, episodio 3x10 (2007)
- Victoria Secret TV – serie TV, 1 episodio (2008)
- Provaci ancora Gary (Gary Unmarried) – serie TV, 1 episodio (2009)